# تاتسونوري ناغاي
تاتسونوري ناغاي (باليابانية: 永井 建成) (7 يوليو 1995 في كيوتو في اليابان – )؛ هو لاعب كرة قدم كان يلعب كحارس مرمى.

## وصلات خارجية
- تاتسونوري ناغاي على موقع رابطة كرة القدم اليابانية للمحترفين (اليابانية)
- تاتسونوري ناغاي على موقع قاعدة بيانات كرة القدم.إي يو (الإنجليزية)
- تاتسونوري ناغاي على موقع Soccerway.com (الإنجليزية)
- تاتسونوري ناغاي على موقع عالم كرة القدم.نت (الإنجليزية)